# Bric

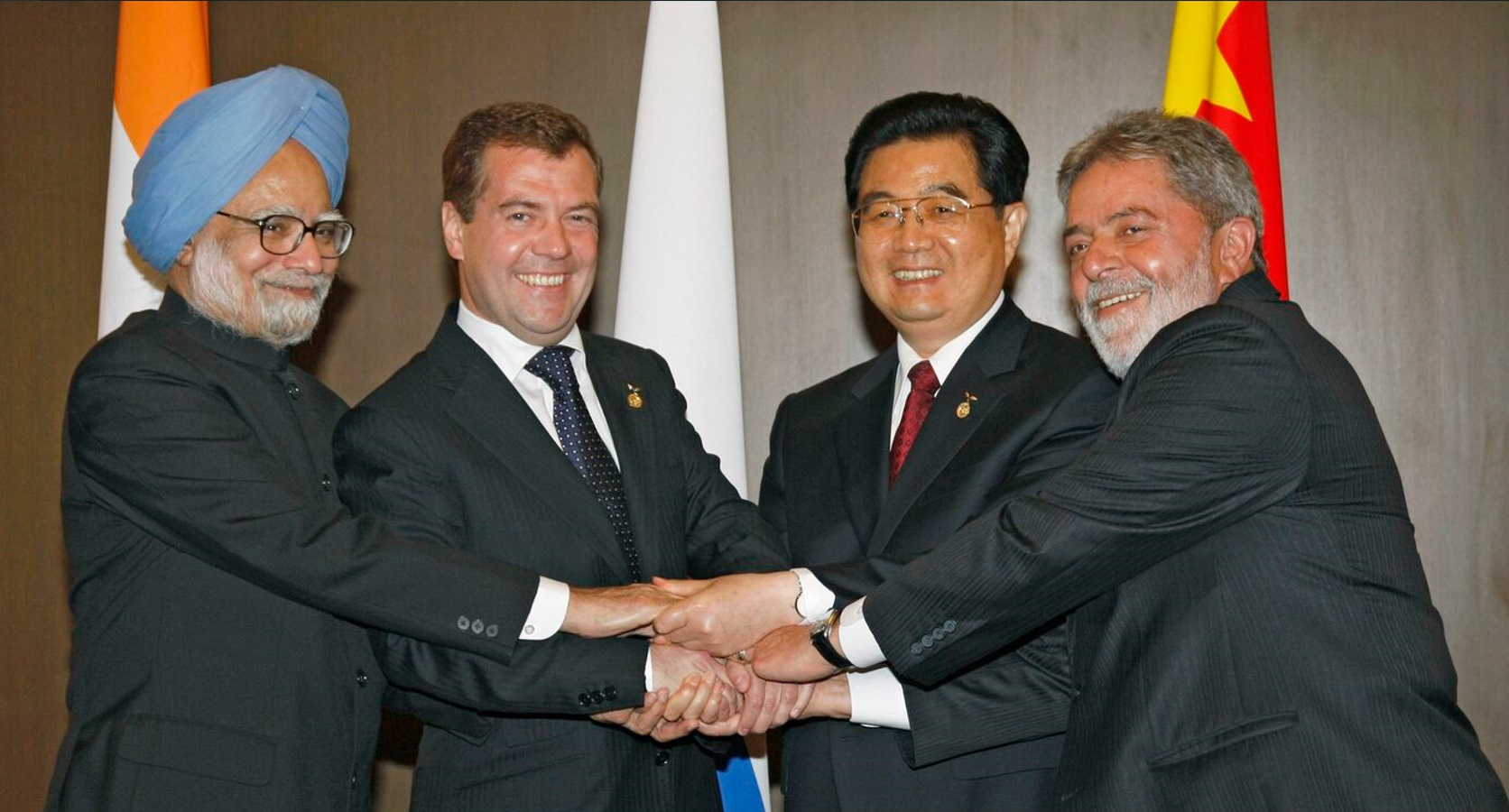
Bric-ländernas ledare 2008.

Bric, av organisationen skrivet BRIC, (på svenska ibland även BRIK) är en förkortning för Brasilien, Ryssland, Indien och Kina (China), fyra stora, snabbt växande tillväxtmarknader. Termen myntades i en rapport från investmentbanken Goldman Sachs 2001. De fyra länderna bildar inte någon ekonomisk union, men har i alla fall haft en del ministermöten med varandra. Ibland ingår Sydafrika, varför termen då blir Brics.
Bricländerna täcker tillsammans över 25 procent av jordens landyta och har omkring 40 procent av jordens befolkning.
År 2006 möttes Bric-ländernas utrikesministrar för första gången för att diskutera gemensamma ekonomiska frågor. Det har sedan förekommit möten med de högsta ledarna, första gången i Jekaterinburg, Ryssland 2009.
Sedan 2011 har Sydafrika deltagit i sådana möten.
Ett närbesläktat begrepp – även det myntat av Goldman Sachs – är "Next eleven", eller "N-11", de länder som förväntas följa efter Bric-länderna. Dit räknas Bangladesh, Egypten, Indonesien, Iran, Mexico, Nigeria, Pakistan, Filippinerna, Sydkorea, Turkiet och Vietnam.